# Ericeia setosipedes
Ericeia setosipedes är en fjärilsart som beskrevs av Bethune-Baker 1914. Ericeia setosipedes ingår i släktet Ericeia och familjen nattflyn. Inga underarter finns listade i Catalogue of Life.